# Los malditos (película de Minervini de 2024)
Los malditos (The Damned) es una película dramática de 2024 escrita y dirigida por Roberto Minervini. Ambientada en 1862, con la Guerra Civil estadounidense como telón de fondo, la película sigue a un grupo de soldados voluntarios de la Unión.  La película tuvo su estreno mundial en la sección Un Certain Regard del Festival de Cine de Cannes 2024, el 16 de mayo de 2024, donde Minervini ganó el premio al Mejor Director. 

## Argumento
En invierno de 1862, durante la Guerra de Secesión de Estados Unidos un grupo de soldados voluntarios de la Unión son enviados a los territorios del oeste de Estados Unidos con la misión de patrullar las tierras fronterizas inexploradas.

## Reparto
- René W. Solomon como soldado
- Jeremiah Knupp como soldado
- Noah Carlson como soldado
- Tim Carlson como Sargento
- Cuyler Ballenger como explorador

## Producción
Aunque el director Minervini nació en Italia y vive en la ciudad de Nueva York, residió en Texas durante una década y creó una serie de películas sobre la región que difuminan las fronteras entre el cine documental y el cine narrativo.  Los malditos es el primer largometraje narrativo tradicional de Minervini.

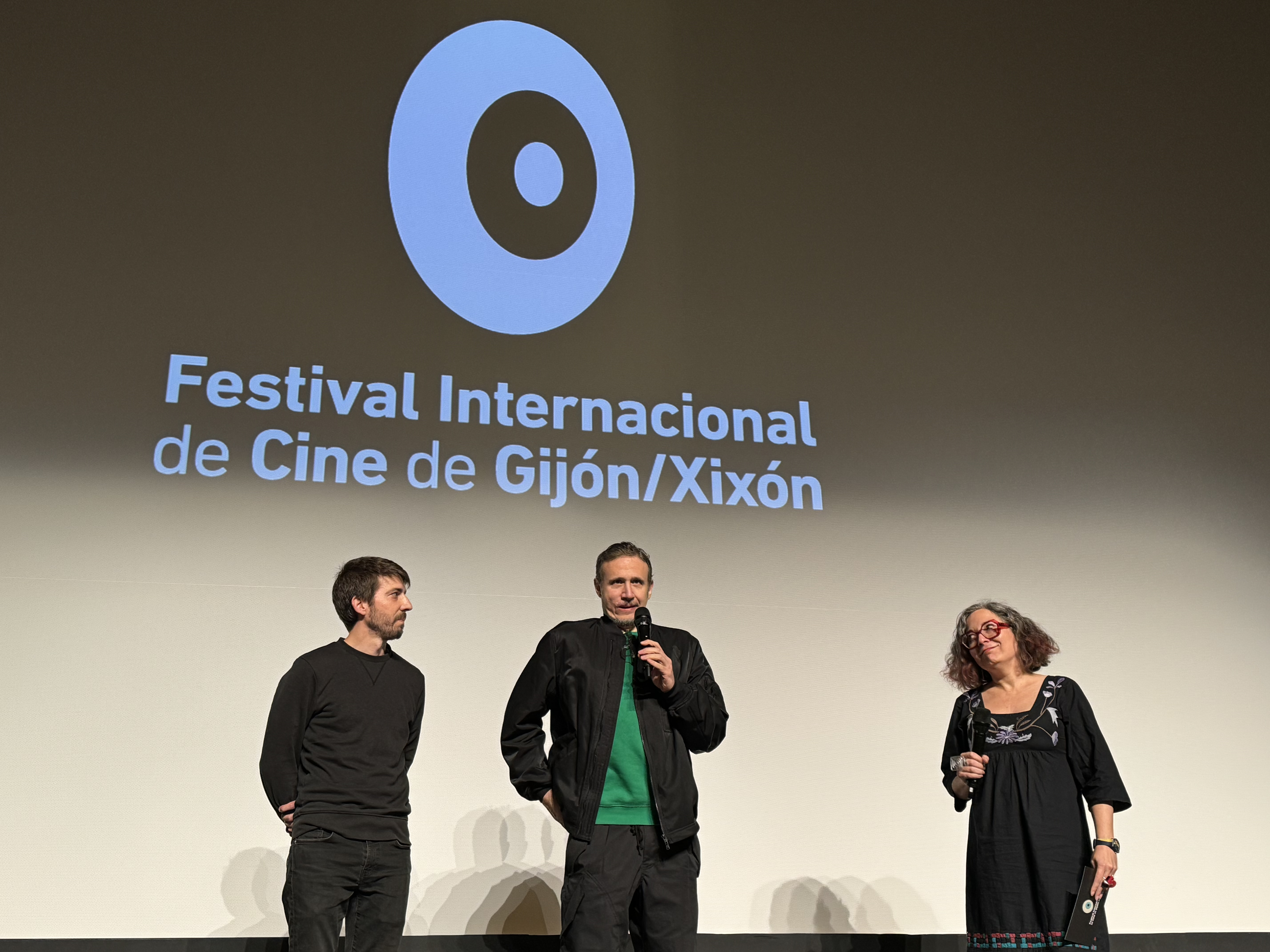
Roberto Minervini (director) y Bernart Fortiana (sonidista) en la presentación de "Los malditos" Festival Internacional de Cine de Gijón

Minervini comenzó a desarrollar Los malditos en 2020. Viajó a Helena, Montana, al año siguiente y habló con miembros de la Guardia Nacional sobre su participación en la película. También involucró a antiguos colaboradores como Tim Carson.
El elenco y el equipo técnico establecieron un campamento en Montana y permitieron que los lugareños entraran y salieran para formar parte de la película. El equipo trabajó sin guion y filmó en orden cronológico. 
En la presentación de la película Minervini destacó la importancia especial que ha dado al sonido en el desarrollo de "Los malditos" y el trabajo realizado con  Bernart Fortiana.

## Estreno

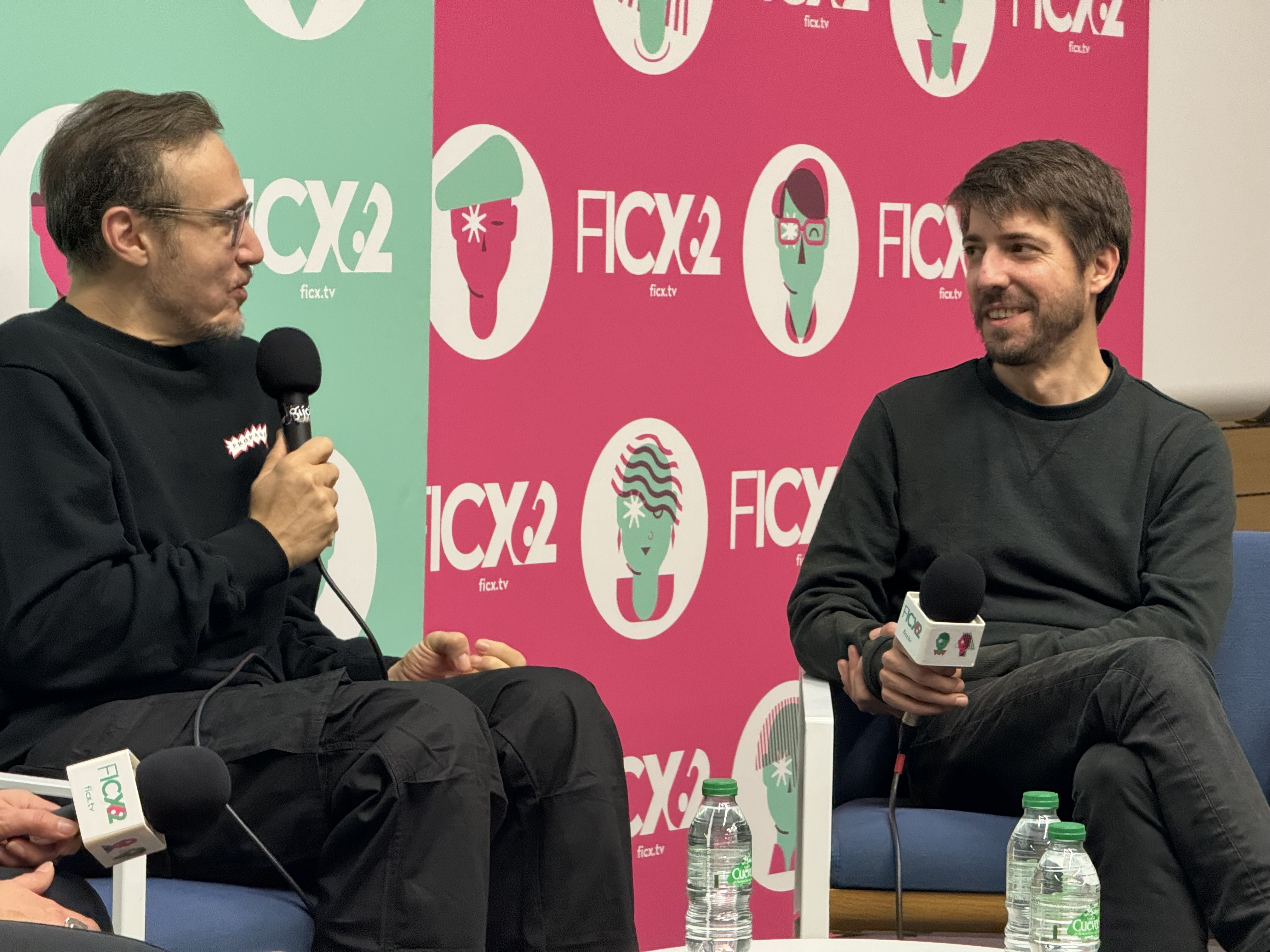
Roberto Minervini y Bernart Fortiana en el Festival Internacional de Cine de Gijón 2024

Los malditos se estrenó el 16 de mayo de 2024 en la sección Un Certain Regard del Festival de Cine de Cannes de 2024.  También ha sido seleccionada para el Festival de Cine MAMI Mumbai 2024 como parte de la sección Cine Mundial y para el Festival Internacional de Cine de Gijón FICX62.

## Recepción
En el sitio web de reseñas Rotten Tomatoes, el 71% de las 14 reseñas de los críticos son positivas, con una calificación promedio de 6,4/10.[8] Metacritic, que utiliza un promedio ponderado, le asignó a la película una puntuación de 63 sobre 100, basada en 5 críticos, lo que indica reseñas "generalmente favorables".[9]
«Roberto Minervini es uno de los mejores cronistas contemporáneos de lo más profundo de los Estados Unidos. Las comunidades ultra religiosas y la obsesión congénita con las armas de fuego son algunos de los asuntos tratados con brillantez formal y conceptual en su filmografía. Con 'Los malditos', premiada en Cannes, el cineasta fermano parece indagar en el origen del mal retratando la guerra civil no solo de la forma más desmitificadora posible, sino señalando de manera tan prístina como vibrante los polvos de los que parten algunos lodos actuales. Imposible no sentirse partícipe del grupo durante las asombrosas secuencias nocturnas en las que los soldados se confiesan ante una trémula hoguera» señala Alejandro Díaz Castaño, director del Festival Internacional de Cine de Gijón.
El crítico de cine Carlo Valeri escribió que la película era  "una ambiciosa contrahistoria de los Estados Unidos llevada a cabo por el director italiano desde el principio",  mientras que Elisa Battistini en Quinlan señala que es "una obra que con gran brillantez trata la guerra y "Es absurdo."  Gian Luca Pisacane en Cinematografo.it señala que "Minervini abandona el documental, pero no pierde la mirada política y social que siempre lo ha caracterizado". 

## Premios y reconocimientos
| Premio                        | Fecha de la ceremonia | Categoría                               | Destinatario(s)       | Resultado | Referencia |
| ----------------------------- | --------------------- | --------------------------------------- | --------------------- | --------- | ---------- |
| Festival de Cine de Cannes    | 24 de mayo de 2024    | Un certain regard                       | Roberto Minervini     | Nominado  | [ 7 ]      |
| Festival de Cine de Cannes    | 24 de mayo de 2024    | Un certain regard - Mejor dirección     | Roberto Minervini     | Ganador   |            |
| Festival de Cine Mediterráneo | 30 de junio de 2024   | Competición principal: Mejor fotografía | Carlos Alfonso Corral | Ganador   | [ 13 ]     |